# Targowisko (województwo małopolskie)
Targowisko – wieś w Polsce, położona w województwie małopolskim, w powiecie wielickim, w gminie Kłaj.
W latach 1975–1998 wieś administracyjnie należała do województwa krakowskiego.
W roku 2021 we wsi mieszkało 1836 osób, z czego 49,5% stanowiły kobiety, a 50,5% mężczyźni. Do 1954 roku istniała gmina Targowisko.

## Położenie
Targowisko to wieś położona na Podgórzu Bocheńskim w zachodniej części Kotliny Sandomierskiej, po lewej stronie Raby. Zabudowania i pola Targowiska zajmują płaską dolinę potoku Tusznica, przy jego ujściu do Raby. Przez wieś przebiegają droga krajowa nr 94, droga krajowa nr 75 i autostrada A4. W Targowisku znajduje się zjazd z tej autostrady.

## Integralne części wsi
| SIMC    | Nazwa     | Rodzaj    |
| ------- | --------- | --------- |
| 0322057 | Diabłówka | część wsi |
| 0322063 | Ostra     | część wsi |
| 0322070 | Wieś      | część wsi |
| 0322086 | Zatoki    | część wsi |

## Zarys historii
Pierwsze wzmianki o wsi Targowisko pochodzą z roku 1198. Jest to przywilej konfirmacyjny Monachusa, patriarchy jerozolimskiego potwierdzający stan posiadania ziem należących do bożogrobców.

## Religia
W Targowisku wznosi się okazała kaplica katechetyczna pod wezwaniem św. Łukasza, wybudowana w 1984 r., stanowiąca filię kościoła parafialnego w Łężkowicach. Odbywają się w niej regularnie nabożeństwa w każdą sobotę.
Do roku 2013 istniał w Targowisku samodzielny zbór Świadków Jehowy z Salą Królestwa, połączony następnie ze zborami w Bochni.

## Zabytki
Obiekt wpisany do rejestru zabytków nieruchomych województwa małopolskiego.
- Kapliczka św. Walentego.